# Luigi Marchesani

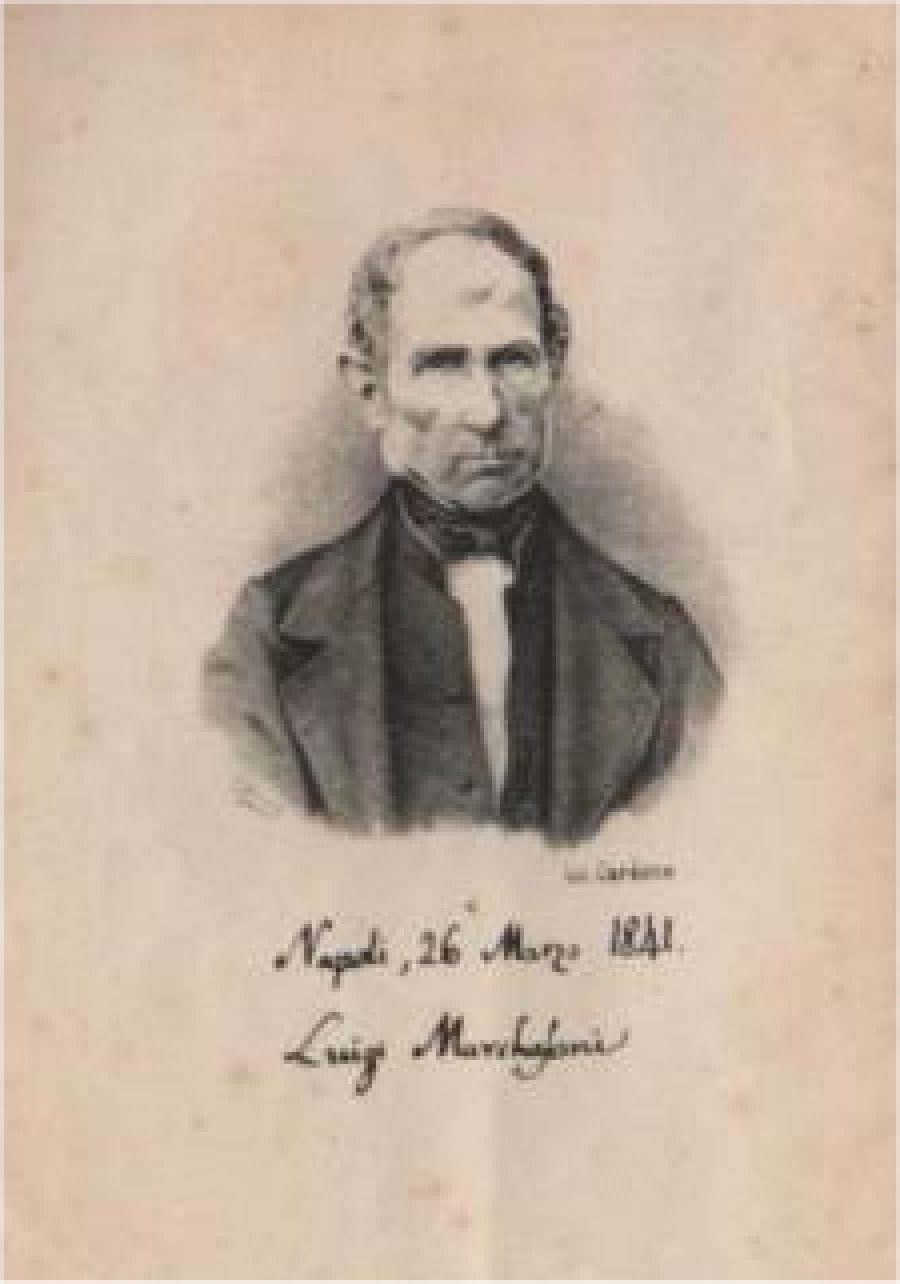
Luigi Marchesani

Luigi Marchesani (Vasto, 10 giugno 1802 – Vasto, 3 luglio 1870) è stato un medico e storico italiano.

## Biografia
Nacque, primo di sei fratelli, nella nobile famiglia dei Marchesani di Vasto da Francesco Antonio, notaio, e da Elisabetta Giacomucci.
Si laureò in Medicina a Napoli dove rimase fino al 1837 esercitando nei maggiori ospedali della città. Sempre a Napoli aprì una scuola privata di medicina dedicandosi anche alla ricerca scientifica. Tra i suoi numerosi saggi medici si ricordano “Malattia del gran plesso solare probabilmente di natura cancerigna”, “Sulla dissenteria epidemica in Vasto nella state del 1834” e “Sul catarro in generale e sul catarro dei polmoni in particolare”.
Tornato a Vasto affiancò alla sua professione di medico l'opera di scrittore storico.  Su richiesta del municipio di Vasto compose tra il 1838 e il 1841 “Storia di Vasto, città in Apruzzo citeriore”,  la più ampia e completa ricerca storica
sulla città di Vasto.
Nel 1842, in collaborazione con il sindaco Pietro Muzii, fondò l'ospedale civile di Vasto. Vi esercitò in diversi ruoli: direttore sanitario, chirurgo, amministratore, anatomopatologo.
Si interessò anche di archeologia, incontrando a Vasto Theodor Mommsen nel 1846, organizzando il Museo Civico di Vasto, primo in Abruzzo, nel 1849, pubblicando “Esposizione degli oggetti raccolti nel gabinetto archeologico comunale di cose patrie” in quattro volumi.
Nel 1851 si specializzò in chirurgia e nel 1855 fu autorizzato all’esecuzione di autopsie nell’ospedale di Vasto.
Alla fine del 1868 gli fu diagnosticato un tumore che lo condusse alla morte nel luglio 1870. 

## Opere

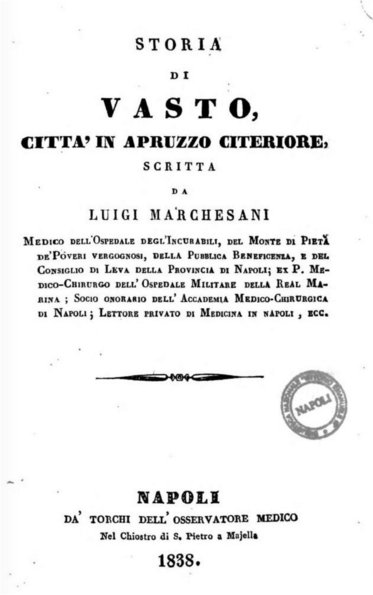
frontespizio: Storia di Vasto, 1838 da [https://archive.org/stream/bub_gb_OvaKISWGOKgC#page/n0/mode/2up Internet Archive

- Luigi Marchesani, Storia di Vasto, città in Apruzzo Citeriore, Napoli, da' Torchi dell'Osservatore medico, 1838, SBN SBL0393409. URL consultato il 22 dicembre 2016.
- Luigi Marchesani, Sul catarro in generale e sul catarro dei polmoni in particolare : articolo estratto dal gran dizionario delle scienze mediche, tradotto dal francese in italiano ed annotato, Napoli, 1835, SBN MOL0236913. URL consultato il 22 dicembre 2016.
- Luigi Marchesani, Esposizione degli oggetti raccolti nel Gabinetto Archeologico Comunale di Vasto fatta per tavole e noticine, Chieti, Vella, 1857, SBN MO10006867.
- Luigi Marchesani, Biologia del dottore in Medicina e Chirurgia Domenico Rajani di Vasto, Vasto, tipografia di Giuseppe Colavita, 1842, SBN NAP0482423.
- Luigi Marchesani, 1844 : nascita dello Spedale comunale di Vasto, a cura di Puccio Benedetti e Gabriella Izzi Benedetti, Vasto, Il Nuovo, 1999, SBN TER0001040.